# Asterina sponiae
Asterina sponiae är en svampart som beskrevs av Racib. 1900. Asterina sponiae ingår i släktet Asterina och familjen Asterinaceae.   Inga underarter finns listade i Catalogue of Life.